# Ricuenio Kewal
Ricuenio Kewal (Países Bajos, 6 de junio de 2002) es un futbolista neerlandés que juega como delantero.

## Trayectoria
Tras pasar al AZ desde el Amsterdamsche FC como juvenil en 2015, consiguió un contrato profesional con el AZ Alkmaar firmando el 19 de junio de 2021. Debutó como profesional en la Eerste Divisie con el Jong AZ contra el Almere City F. C. en una victoria por 2-1 el 9 de agosto de 2021.

## Selección nacional
Ha jugado con la selección neerlandesa sub-16.

## Vida personal
Es de ascendencia surinamesa.

## Estadísticas

### Clubes
Actualizado al último partido disputado el 1 de marzo de 2024.
| Club                   | Div.          | Temporada     | Liga  | Liga  | Liga   | Copas nacionales | Copas nacionales | Copas nacionales | Copas internacionales | Copas internacionales | Copas internacionales | Total | Total | Total  |
| Club                   | Div.          | Temporada     | Part. | Goles | Asist. | Part.            | Goles            | Asist.           | Part.                 | Goles                 | Asist.                | Part. | Goles | Asist. |
| ---------------------- | ------------- | ------------- | ----- | ----- | ------ | ---------------- | ---------------- | ---------------- | --------------------- | --------------------- | --------------------- | ----- | ----- | ------ |
| Jong AZ · Países Bajos | 2.ª           | 2021-22       | 17    | 0     | 0      | —                | —                | —                | —                     | —                     | —                     | 17    | 0     | 0      |
| Jong AZ · Países Bajos | 2.ª           | 2022-23       | 19    | 2     | 3      | —                | —                | —                | —                     | —                     | —                     | 19    | 2     | 3      |
| Jong AZ · Países Bajos | 2.ª           | 2023-24       | 27    | 5     | 7      | —                | —                | —                | —                     | —                     | —                     | 27    | 5     | 7      |
| Jong AZ · Países Bajos | Total club    | Total club    | 63    | 7     | 10     | 0                | 0                | 0                | 0                     | 0                     | 0                     | 63    | 7     | 10     |
| Total carrera          | Total carrera | Total carrera | 63    | 7     | 10     | 0                | 0                | 0                | 6                     | 0                     | 0                     | 63    | 7     | 10     |